# Ruisseau Barras
Ruisseau Barras är ett vattendrag i Kanada.   Det ligger i provinsen Québec, i den östra delen av landet, 400 km norr om huvudstaden Ottawa.
I omgivningarna runt Ruisseau Barras växer i huvudsak blandskog. Trakten runt Ruisseau Barras är nära nog obefolkad, med mindre än två invånare per kvadratkilometer.